# Recidiv
Recidiv eller recidivism (latin: recidivus, "återuppstående", av recido, "återfalla", "falla tillbaka på") är en handling av en person som upprepar ett oönskat beteende, till exempel återfall i brott, efter att personen antingen upplevt negativa konsekvenser på grund av beteende eller genomgått behandling för att beteendet skulle upphöra.
Begreppet recidiv används oftast i samband med frågor rörande missbruk och kriminalitet. Inom brottsforskningen talas det om olika brottskategoriers recidivitet, exempelvis sexualförbrytares recidiv vilken hänvisar till upptäcktsfrekvensen och risken för ytterligare sexualbrott eller liknande brott personen är dömd för efter att personens inkapacitering upphört. Recidiven varierar mellan olika brottstyper och är avhängig riskkaraktäristika. Vid bedömning av en persons återfallsrisk kan recidivfara föreligga och häktning bli aktuellt. Kännedomen om recidivrisken är viktig inom det brottspreventiva arbetet.
Recidiv är även ett medicinskt begrepp och betecknar då återfall i symptom, till exempel depression. Ex, om man får depression flera gånger, kallas det återkommenade eller recidiverande depression. 